# ماكاو البرتغالية
تغطي فترة وجود ماكاو البرتغالية تاريخ ماكاو منذ إنشاء المستوطنة البرتغالية فيها في عام 1557 وحتى نهاية الحكم الاستعماري في عام 1999. كانت ماكاو أول وآخر مُلكية أوروبية في الصين.

## نبذة عامة
يمكن تقسيم تاريخ ماكاو في ظل الحكم البرتغالي بشكل عام إلى ثلاث فترات سياسية مستقلة. بدأت الفترة الأولى مع إنشاء المستعمرة البرتغالية بين عامي 1557 و1849. تميزت هذه الفترة بوجود نظام الاختصاص القضائي المختلط، وامتلك البرتغاليون سلطةً قضائيةً على المجتمع البرتغالي كما تمتعوا بميزات إدارية أخرى في الإقليم، ولكنهم لم يمتلكوا أي سيادة حقيقية عليه. عُرفت الفترة الثانية بالفترة الاستعمارية، والتي حددها الباحثون بشكل عام بين عامي 1849 و1974. عُززت السيادة البرتغالية على ماكاو وأصبحت دستوريًا جزءًا من الأراضي البرتغالية، مع نمو أهمية ماكاو مقارنةً بالمناطق الأخرى داخل الإمبراطورية البرتغالية. عُدت السيادة الصينية خلال هذه الحقبة سيادةً اسميةً بشكل أساسي. أخيرًا، عُرفت الفترة الثالثة بالفترة الانتقالية أو فترة ما بعد الاستعمار، والتي بدأت بعد ثورة القرنفل في عام 1974 واستمرت حتى نقل سيادة ماكاو من البرتغال إلى جمهورية الصين الشعبية في عام 1999.

## الحكومة
أنشأ ملك البرتغال أو نائب الملك في الهند بالنيابة عنه في عام 1657 منصب النقيب- الرائد (الحاكم في ماكاو) لرعاية مصالح أي فيدالغو (لقب للنبلاء) أو أي رجل نبيل يقدم خدماته لصالح البلاط الملكي. كان حاكم ماكاو رئيسًا للأساطيل والمخازن التجارية من ملقا البرتغالية وحتى اليابان، كما كان الممثل الرسمي للبرتغال في اليابان والصين. شُكلت حكومةً محليةً بدائيةً في عام 1560 لتسوية مسائل الحكم، نظرًا لغياب الحاكم عن ماكاو لفترات طويلة. حمل ثلاثة ممثلين مُختارين عن طريق التصويت لقب النخبة (المنتخبين)، إذ مكنهم هذا اللقب من أداء واجبات إدارية وقضائية.
شُكل مجلس الشيوخ بحلول عام 1583 وسُمي فيما بعد مبجلس الشيوخ الموالي (إليال سينادو). تألف المجلس من ثلاثة أعضاء مجلس محلي وقاضيين ونائب عام واحد للمدينة. انتخب المواطنون البرتغاليون في ماكاو ستة منتخبين قبل أن يختاروا أعضاء مجلس الشيوخ. جرى التعامل مع القضايا الخطيرة من خلال عقد المجلس العام للسلطات الكنسية وقيادة المواطنين وتحديد الإجراءات التي ينبغي اتخاذها. أنشأ مجلس الشيوخ -بعد عدة غزوات هولندية-منصب حاكم الحرب في عام 1615، بهدف تأسيس وجود دائم للقائد العسكري. أنشأ نائب الملك منصب نقيب- جنرال ماكاو في عام 1623، لتحل سلطته محل سلطة حاكم ماكاو على الإقليم.
أُديرت ماكاو في الأصل كجزء من مقاطعة شيانغشان في مقاطعة غوانغدونغ. ناقش المسؤولون الصينيون والبرتغاليون شؤونها في كاسا دا كومارا أو (مجلس المدينة)، حيث بُني مبنى إليال سونادو لاحقًا. أنشأ الصينيون منصب مساعد قاضي التحقيق (شيان تشنغ) في مقاطعة شيانتشنغ الفرعية في عام 1731 لإدارة الشؤون في ماكاو. استقر مساعد قاضي التحقيق لاحقًا في عام 1743 في قرية مونغ ها (وانغ شيا)، التي أصبحت الآن جزءًا من رعية سيدتنا فاطمة المدنية، في ماكاو. شكل الصينيون حكومة ساحل ماكاو العسكرية والمدنية في مقاطعة شيانتشنغ الفرعية برئاسة الساببريفيكت (تونغزي) في عام 1744.